# مسیر انتنر–دودروف
مسیر انتنر - دودروف مجموعه‌ای است از واکنش‌های آنزیمی (متفاوت از مسیر امبدن - میرهوف) که گلوکز را به پیروات تبدیل می‌کند. بازده خالص این مسیر برابر است با: یک مولکول ATP، یک مولکول NADH و یک مولکول NADPH. این فرایند فقط در پروکاریوت ها انجام می شود. 